# Ars Amandi (banda de rock)
Ars Amandi es un grupo español de folk rock y metal considerado precursor del denominado "rock castellano", un género musical que combina elementos del rock con la música tradicional de Castilla y León, como la dulzaina y el pito castellano.

## Historia
El grupo se formó en 1999 y publicó su primer álbum, "Autóctono", en 2003. El disco fue un éxito y les permitió realizar una gira con Mägo de Oz. En 2004, editaron "En tierra firme", que incluye colaboraciones con músicos como Walter Giardino y Txus di Fellatio . Su música es conocida por ser potente y melódica, con letras que abordan temas como la identidad cultural y la tradición.
En los años siguientes, Ars Amandi publicó varios álbumes más, incluyendo "Camino al Destino" (2005), "Desterrado entre Sueños" (2006), "El Rincón de los Deseos" (2010), "El Arte de Amar" (EP, 2015), "Directo al Corazón" (Doble CD y DVD en directo, 2018), y "En Tierra de Castillos" (2019).
Tras varios cambios de formación la banda continúa en activo presentando en 2023 Autóctono XX aniversario, edición remasterizada del disco homónimo de 2003. Esta edición especial incluye tres bonus-track interpretando canciones de otras bandas.

## Miembros
- Daniel Aller - Voz, dulzaina, pito castellano
- David Noisel - Bajo
- Óscar Pérez - Batería
- Daniel Rodríguez - Violín
- Miguel Ángel Torres - Guitarra
- Rodri Arias - Guitarra

## Discografía
- Autóctono (2003)
- En tierra firme (2004)
- Camino al destino (2005)
- Desterrado entre sueños (2006)
- El rincón de los deseos (2010)
- El arte de amar - EP (2015)
- Directo al corazón - Doble CD + DVD (2018)
- Tierra de castillos (2019)
- Autóctono XX aniversario (2023)